# Haitianisch-jamaikanische Beziehungen
Die Haitianisch-jamaikanischen Beziehungen beschreiben das bilaterale Verhältnis zwischen der Republik Haiti einerseits und Jamaika andererseits.
Beide Länder sind Mitglieder der Vereinten Nationen, der Organisation Amerikanischer Staaten, der Karibischen Gemeinschaft (CARICOM) und der 2011 gegründeten Gemeinschaft der Lateinamerikanischen und Karibischen Staaten (CELAC).

## Geschichte
Haiti erlangte die Unabhängigkeit von der früheren Kolonialmacht Frankreich bereits im Jahr 1804, während Jamaika im Jahr 1962 vom Vereinigten Königreich staatlich unabhängig wurde.

### Beziehungen vor der Unabhängigkeit Jamaikas (1804 bis 1962)
Im Jahr 1816 kam es zu einer ersten größeren Migration von Sklaven aus Jamaika nach Haiti, wo sie freundlich aufgenommen wurden und ihre Freiheit erlangten.
Von den Stützpunkten der Royal Navy in Jamaika unternahm die britische Marine in den 1860er Jahren Vorstöße gegen Haiti in den Wirren dortiger innerer Konflikte und ausländischer Interventionen.
Die haitianischen Präsidenten Charles Rivière-Hérard (im Amt 1843/1844), Philippe Guerrier (im Amt 1844/1845), Fabre Geffrard (im Amt 1859 bis 1867), Michel Domingue (im Amt 1874 bis 1876), Pierre Théoma Boisrond-Canal (im Amt 1876 bis 1879), Pierre Nord Alexis (im Amt 1896 bis 1908) gingen nach Vertreibung aus ihrem Amt ins Exil nach Jamaika.
Sir Hugh Foot war im Jahr 1954 der erste und einzige Gouverneur der britischen Kronkolonie Jamaika, der Haiti einen offiziellen Besuch abstattete.

### Beziehungen der unabhängigen Staaten (seit 1962)
Nach dem Staatsstreich gegen den haitianischen Präsidenten Jean-Bertrand Aristide und dessen Gang in das Exil in der Zentralafrikanischen Republik im Jahr 2004 reiste Aristide nach kurzer Zeit nach Jamaika und versuchte, auf diesem Weg nach Haiti zurückzukehren. Der haitianische Ministerpräsident Gérard Latortue suspendierte daraufhin die Beziehungen zu Jamaika. Der haitianische Botschafter in Kingston wurde abberufen und die Botschaft stellte zunächst vorläufig den Betrieb ein.  Zum 30. März 2012 wurde die diplomatische Vertretung Haitis nach 30 Jahren endgültig geschlossen. Das haitianische Außenministerium begründete den Schritt mit einem Mangel an Reziprozität, da Jamaika keine Botschaft in Haiti unterhielt.
Nach Normalisierung der Beziehungen unter dem haitianischen Präsidenten René Préval reiste dieser im Januar 2007 zu einem viertägigen Arbeitsbesuch nach Jamaika. Auf einer Pressekonferenz kündigte die jamaikanische Premierministerin Portia Simpson Miller an, dass im Laufe des Jahres eine gemeinsame Kommission einberufen werden sollte.
Im November 2013 stattete der haitianische Präsident Michel Martelly Jamaika einen Staatsbesuch ab, in dessen Rahmen die bilaterale Zusammenarbeit erörtert und deren Ausweitung vereinbart wurde.
Die Justiz Jamaikas gestattete im April 2022 die Auslieferung des früheren haitianischen Senators John Joël Joseph an die Vereinigten Staaten. Joseph war nach Jamaika geflohen, da ihm die Beteiligung an der Ermordung des haitianischen Präsident Jovenel Moïse vorgeworfen wurde.
Nach seiner Teilnahme an einer CARICOM-Mission nach Haiti erklärte der jamaikanische Premierminister Andrew Holness am 28. Februar 2023, das Land brauche die Unterstützung der internationalen Gemeinschaft und habe trotz der anhaltenden Krise im Land alle Aussicht, sich positiv zu entwickeln.
In Kingston, Jamaika, fand im Juni 2023 ein Treffen der politisch relevanten Akteure Haitis statt, das zu einer Einigung über das weitere Vorgehen zur Lösung der Krise des Landes führen sollte. Vermittelnd traten im Auftrag der CARICOM die jamaikanischen Politiker Edward Seaga und Michael Manley auf. Der amtierende Premierminister Haitis, Ariel Henry, erklärte nach Rückkehr, das Treffen habe allen Seiten gedient, nur nicht Haiti. Es sei ein Misserfolg gewesen.
Im März 2024 traf sich der amerikanische Außenminister Antony Blinken mit Vertretern der CARICOM-Mitgliedstaaten in Jamaika zu einem Dringlichkeitstreffen, bei dem die Sicherheitskrise, die Haiti erschütterte, Gegenstand der Beratungen war.
Im September 2024 trafen erste jamaikanische Soldaten und Polizisten in Port-au-Prince ein, um sich an der Mission Multinationale d’Appui à la Sécurité en Haïti zu beteiligen.
Am 25. März 2025 reiste der amtierende Vorsitzende des Übergangsrats CPT, Fritz Alphonse Jean nach Jamaika, um am 26. und 27. März mit dem Außenminister der Vereinigten Staaten, Marco Rubio, und führenden Politikern der Karibik zusammenzutreffen. Im Zusammenhang mit dem Besuch äußerte der ehemalige jamaikanische Premierminister Bruce Golding die Warnung, dass Haiti „gefährlich nahe“ daran sei, ein gescheiterter Staat zu werden. Nach seiner Rückkehr erklärte Jean, die regionale Zusammenarbeit und die politischen und sicherheitspolitischen Herausforderungen, denen sich Haiti gegenübersieht, seien vorrangige Themen der Gespräche in Jamaika gewesen.

## Stand
Beide Länder unterhalten seit 1981 diplomatische Beziehungen, haben aber keine Auslandsvertretung in dem jeweils anderen Land. Jamaika hat einen in Tabarre, Port-au-Prince, ansässigen Honorarkonsul in Haiti bestellt, der jedoch wegen der Krise in Haiti im Juni 2023 die Dienstgeschäfte nach Plünderung seiner Amtsräume durch bewaffnete Banden aussetzte.
Für haitianische Staatsangehörige besteht Visumspflicht bei Einreise nach Jamaika. Jamaikanische Staatsangehörige können für einen Aufenthalt bis zu 90 Tagen ohne Visum in Haiti einreisen.
Die Fluggesellschaft InterCaribbean Airways bedient mehrmals pro Woche die Verbindung zwischen Kingston und Cap-Haitien mit Direktflügen.
Im Jahr 2023 lagen die haitianischen Exporte nach Jamaika bei einem Wert von 2,5 Millionen US-Dollar, während Jamaika Waren im Wert von 32 Millionen US-Dollar nach Haiti ausführte.